# Salim Arrache
Salim Arrache (* 14. Juni 1982 in Marseille, Frankreich) ist ein ehemaliger algerischer Fußballspieler.

## Karriere

### Verein
Obwohl in Marseille geboren, begann Arrache seine Karriere 2001 bei Racing Strasbourg. Zuerst nur bei der Zweiten Mannschaft eingesetzt, konnte er sich nach zwei Jahren in das Blickfeld des Trainers der ersten Mannschaft Antoine Kombouaré spielen und dieser holte ihn zur Saison 2003/04 in den Profikader der ersten Mannschaft. Trotzdem bestritt Arrachenoch regelmäßig Spiele bei der Reserve des Klubs. In der folgenden Spielzeit 2004/05 entwickelte er sich zum Stammspieler und absolvierte 33 Spiele. Im Sommer 2006 lief sein Vertrag bei Strasbourg aus. Auf Grund eines Kreuzbandrisses entschied sich der Klub gegen eine Weiterbeschäftigung des Flügelspielers. Zur neuen Saison stand Arrache vereinslos da und arbeitete individuell an seinem Comeback beim noch nicht gefunden neuen Arbeitgeber. Im Dezember des gleichen Jahres meldete Olympique Marseille Interesse an dem Nationalspieler und wenig später einigten sich beide Seiten auf einen Vertrag bis 2010. Am 11. März 2007 lief er das erste Mal beim Ligaspiel gegen Olympique Lyon für Marseille auf. Er absolvierte noch vier weitere Kurzeinsätze während der Saison 2006/07 und konnte den Vize-Meistertitel sowie den Einzug ins Pokalfinale mit den Südfranzosen feiern. Richtig Fuß fassen konnte er allerdings nicht. In der Hinrunde der Folgesaison brachte er es auf nur acht Kurzeinsätze. Deshalb entschloss sich der Verein den Mittelfeldspieler für sechs Monate an den FC Toulouse auszuleihen, wo er Spielpraxis erhalten sollte. Nach einem halben Jahr dort mit regelmäßig Einsätzen, entschieden die OM-Verantwortlichen Arrache für die Saison 2008/09 zum zweiten Mal zu verleihen und fanden mit Stade Reims eine Mannschaft die in das Tauschgeschäft einwilligte.

### Nationalmannschaft
Zwischen 2004 und 2008 bestritt Arrache 13 Spiele für die Auswahl Algeriens und erzielte ein Tor. Nach seinem Kreuzbandriss 2006 wurde er nur noch zweimal berücksichtigt.

## Erfolge
- Französischer Vize-Meister mit Olympique Marseille 2007
- Vize-Coupe de la Ligue Gewinner (französischer Ligapokal) mit Olympique Marseille: 2007